# Águas Frias (Chaves)
Águas Frias es una freguesia portuguesa del concelho de Chaves, en el distrito de Vila Real,con 28,96 km² de superficie y 746 habitantes (2011). Su densidad de población es de 
25,8 hab/km².
En su patrimonio histórico-artístico destaca el castillo de Monforte, situado en una de las escarpas de la sierra de Brunheiro, en posición dominante sobre la población y sobre el arroyo de Águas Livres.
En la actual freguesia de Águas Frias se encontraba la villa sede del antiguo concelho de Monforte de Rio Livre, ligado al castillo, cuya primera carta foral fue otorgada en 1273. A comienzos del siglo XIX la villa estaba despoblada y la sede del municipio fue trasladada a Lebução, hasta que en 1853 el concelho fue suprimido y su territorio repartido entre los de Valpaços, Mirandela y Chaves, correspondiendo Águas Frias a este último.